# Ludomir Baranowski
Ludomir Baranowski (ur. 13 lutego 1902 w Ludwikówce, zm. wiosną 1940 w Katyniu) – polski działacz niepodległościowy, członek Polskiej Organizacji Wojskowej i kapitan sanitarny Wojska Polskiego, ofiara zbrodni katyńskiej.

## Życiorys
Urodził się 13 lutego 1902 roku w Ludwikówce na Podolu (obecnie wieś Mysliwka w zachodniej Ukrainie) w rodzinie Jakuba i Heleny z Rumowskich. Absolwent szkoły wywiadowczej Polskiej Organizacji Wojskowej. Pełnił służbę w Oddziale II Informacyjnym Naczelnego Dowództwa Wojska Polskiego
Ukończył Oficerską Szkołę dla Podoficerów w Bydgoszczy. 26 sierpnia 1924 roku Prezydent RP mianował go podporucznikiem ze starszeństwem z 31 sierpnia 1924 roku i 24. lokatą w korpusie oficerów piechoty, a minister spraw wojskowych wcielił do 35 pułku piechoty w Brześciu nad Bugiem. Później został przydzielony do batalionu sztabowego Ministerstwa Spraw Wojskowych w Warszawie. Wioną 1934 roku, po likwidacji baonu sztabowego MSWojsk., został przeniesiony do Głównej Składnicy Sanitarnej Nr 1 w Warszawie. W grudniu tego roku został przeniesiony do Centrum Wyszkolenia Sanitarnego w Warszawie. W marcu 1935 roku został przeniesiony z korpusu oficerów piechoty do korpusu oficerów sanitarnych w stopniu porucznika ze starszeństwem z dnia 31 sierpnia 1926 roku i 1. lokatą. Na stopień kapitana został mianowany ze starszeństwem z 19 marca 1937 roku i 7. lokatą w korpusie oficerów zdrowia (grupa sanitarna). W 1939 roku w dalszym ciągu pełnił służbę w CWSan. na stanowisku adiutanta.
W czasie kampanii wrześniowej 1939 roku, po agresji ZSRR na Polskę, w nieznanych okolicznościach dostał się do niewoli sowieckiej. Przebywał w obozie jenieckim w Kozielsku. Wiosną 1940 roku został zamordowany przez funkcjonariuszy NKWD w Katyniu i tam pogrzebany w bezimiennej mogile zbiorowej, gdzie od 28 lipca 2000 roku mieści się oficjalnie Polski Cmentarz Wojenny w Katyniu. Figuruje na liście wywózkowej 036/4 z 16 kwietnia 1940 roku.
Ludomir Baranowski był żonaty z Marią z Rzymowskich, z którą miał córki: Zuzannę i Katarzynę.
5 października 2007 roku minister obrony narodowej Aleksander Szczygło mianował go pośmiertnie na stopień majora. Awans został ogłoszony 9 listopada 2007 roku w Warszawie, w trakcie uroczystości „Katyń Pamiętamy – Uczcijmy Pamięć Bohaterów”.

## Ordery i odznaczenia
- Krzyż Walecznych[20][2]
- Medal Niepodległości (2 sierpnia 1931)[21][20]
- Srebrny Krzyż Zasługi (16 marca 1928)[22][20]
- Krzyż Kampanii Wrześniowej (pośmiertnie, 1 stycznia 1986)
- Odznaka pamiątkowa Polskiej Organizacji Wojskowej[2]